# روبرت نيلي بيلا
روبرت نيلي بيلا (بالإنجليزية: Robert Neelly Bellah)‏ (و.23 فبراير 1927 ـ ت.30 يوليو 2013) كان عالم اجتماع أميركي، وأستاذ فخري في جامعة كاليفورنيا، بيركلي. كان معروفاً على الصعيد الدولي لأعماله في مجال علم اجتماع الدين. حصل على درجة البكالوريوس في علم الاجتماع من جامعة هارفارد عام 1950 وعلى درجة الدكتوراه من نفس المؤسسة عام 1955. كان أحد تلامذة تالكوت بارسونز، أستاذ علم الاجتماع في جامعة هارفارد، وبقيا أصدقاء حتى وفاة بارسونز عام 1979. كان بارسونز مهتماً بمفهوم بيلا عن التطور الديني وما سماه بالـ«دين المدني».

## التعليم
تخرّج بيلا بامتياز مع مرتبة الشرف من كلية هارفارد عام 1950، وحصل على شهادة البكالوريوس في العلاقات الاجتماعية مع التخصص في علم الإنسان الاجتماعي. فازت أطروحته الجامعية بجائزة في بيتا كابا ونُشرت لاحقًا عام 1952 بعنوان نُظم قرابة الأباتشي.
تخرّج بيلا من هارفارد ببرنامج مشترك لعلم الاجتماع ولغات الشرق الأقصى، مع تالكوت بارسونز وجون بيلزيل كمستشارين له، على التوالي. شاهد بيلا عمل تالكوت بارسونز لأول مرة كطالب جامعي عندما كان مُشرف أطروحته الفخرية هو ديفيد ابرل، وهو أحد طلاب بارسونز السابقين. كان بارسونز مُهتمًا بشكل خاص بمبدأ بيلا للتطور الديني ومبدأ» الديانة المدنية«. وبقيا صديقين معرفيين حتى وفاة بارسونز عام 1979. حصل على شهادة الدكتوراه في الفلسفة عام 1955. وكان عنوان أطروحته للدكتوراه «الدين والمجتمع في توكوجاوا اليابان» وكانت امتدادًا لأطروحة ماكس ويبستر «إلى اليابان: الأخلاق البروتستانتية». ونُشرت بعنوان ديانة توكوجاوا عام 1957.

عندما كان طالبًا جامعيًا في هارفارد، كان بيلا عضوًا في الحزب الشيوعي الأمريكي منذ عام 1947 وحتى 1949 ورئيسًا لنادي جون رييد؛ وهو» منظمة طلابية متميزة تُعنى بدراسة الماركسية«. وهدده عميد كلية الفنون في هارفارد مكجورج بندي خلال صيف عام 1954 والذي شغل لاحقًا منصب مستشار الأمن القومي لجون ف. كينيدي وليندون ب. جونسون بسحب زمالة بيلا لما بعد التخرج إن لم يعطِ أسماء زملائه السابقين في النادي. استُجوِب بيلا في فرع بوسطن لمكتب التحقيقات الفدرالية لنفس الغرض. وقضى بيلا مع عائلته سنتين في كندا نتيجة لذلك، وحصل هناك على شهادة زمالة ما بعد الدكتوراه في معهد جامعة ماكجيل للدراسات الإسلامية في مونتريال. ثم عاد إلى هارفارد بعد ضعف المكارثية بسبب وفاة السيناتور الرئيسي المُحرض عليها جوزيف مكارثي. وكتب بيلا بعدها:
«أعرف من خلال تجربتي الشخصية أن هارفارد فعلت بعض الأشياء الخاطئة بشكل فضيع خلال فترة مكارثي ولم يُعترف بهذه الأشياء علنًا أبدًا. اقتَرَبت من الإرهاب النفسي ضد الأفراد العُزّل تقريبًا في أسوأ حالاتها.. تآمرت مع الشرطة السرية لإخماد المعارضة السياسية وحتى اضطهاد المعارضين الذين غيروا رأيهم وأصبحوا غير راغبين بعد بأن يكونوا جزءًا من عملية الاضطهاد.»

## السيرة المهنية
تقتفي تحفة بيلا، الدين في التطور البشري (2011) الآثار البيولوجية والأصول الثقافية للدين والتبادل بين الاثنين. وقد كتب عالم الاجتماع والفيلسوف يورغن هابرماس عن هذا العمل قائلًا: » هذا الكتاب العظيم هو الحصاد الفكري لحياة أكاديمية غنية لعالم نظري اجتماعي بارز استوعب مدىً واسعًا من الأدب البيولوجي والأنثروبولوجي والتاريخي في سعيه من أجل مشروع مثير، لم أُصادف في هذا المجال دراسة بنفس مستوى طموح وشمولية دراسته«. فاز هذا الكتاب بجائزة الكتاب المميز لقسم جمعية علم الاجتماع الأمريكية عن علم الاجتماع والدين.
اشتُهر بيلا بكتابه لعام 1985 بعنوان عادات القلب، والذي يُناقش كيفية مساهمة الدين وانتقاصه من الصالح العام لأمريكا، وبدراساته عن المشاكل الدينية والأخلاقية وعلاقتها بالمجتمع. قد تكون شهرة بيلا بسبب أعماله المتعلقة بالديانة المدنية الأمريكية، وهو مصطلح صيغَ في مقالة لعام 1967 كانت قد لفتت الانتباه بشكل واسع الانتشار بين المؤرخين.
شغل عدة مناصب في هارفارد منذ عام 1955 وحتى 1967 عندما شغل منصب أستاذ علم الاجتماع في جامعة كاليفورنيا بيركلي. وقضى بقية حياته المهنية في بيركلي. تُصنف آراؤه عادةً بأنها طائفية. وهناك سيرة ذاتية أكاديمية لروبرت بيلا قيد التنفيذ حاليًا بعنوان» أكثر الكُتاب قراءةً في علم اجتماع الدين«. 

## الحياة الشخصية
وُلد بيلا في ألتوس، أوكلاهوما، في 23 فبراير 1927. كان والده مُحرر صحف وناشرًا توفي عندما كان عمر بيلا سنتين. ثم نقلت والدته ليليان العائلة إلى لوس أنجلوس، حيث كان لها أقرباء. وتربى بيلا في لوس أنجلوس وارتاد ثانوية لوس أنجلوس، حيث كان هو وزوجته المستقبلية، ميلاني هيمان محررين للصحف الطلابية. تزوجا عام 1948 بعد تخرجها من جامعة ستانفورد، وبدأ هو بالدراسة في جامعة هارفارد بعد خدمته في الجيش الأمريكي. توفيت زوجة بيلا عام 2010.

كان بيلا شيوعيًا لفترة وجيزة خلال سنوات دراسته في هارفارد، وذكر في رسالة لعام 1977 إلى نيويورك ريفيو أوف بوكس بخصوص المكارثية في الجامعة:
ما زال يُدافَع عن استسلام هارفارد للمكارثية كنوع من المقاومة للمكارثية. أعتقد أن تقريرًا لخبراتي سوف يؤيد تفسير ]سيغموند[ دايموند وليس تفسير ]مكجورج[ بندي لتلك السنوات.

كنت عضوًا في الحزب الشيوعي كطالب جامعي في هارفارد منذ عام 1947 وحتى 1949. وكنت خلال تلك الفترة مشاركًا بشكل رئيسي في نادي جون رييد، وهو منظمة طلابية معنية بدراسة الماركسية. وقد أروي حادثة بهذا الصدد تشير إلى الفرق بين السياسية العامة والسياسية الخاصة في هارفارد مثل اقتراح دايموند الذي قد يكون بدأ بالفعل في عام 1949. وبحسب ]سيمور مارتن[ ليبست: 
» رعى نادي جون رييد عام 1949 مناقشة للشيوعي المعروف غيرهارت إيسلر، الذي كان في طريقه لوظيفة في ألمانيا الشرقية بعد إدانته بازدراء الكونغرس. دافع ويلبر بيندر عميد كلية هارفارد عن حقوق الطلاب بالاستماع عندما هوجمت الجامعة بسبب سماحها بفساد الطلاب، قائلًا: » إذا كان بالإمكان إفساد طلاب هارفارد عن طريق إيسلر، فمن الأفضل لكلية هارفارد إغلاق أبوابها كمنشأة تعليمية...] ص. 182.«[
أعتقد أنني كنت رئيس نادي جون رييد في ذلك الوقت وأُخبِرتُ بعد إعلاننا عن أن إيسلر سوف يتحدث بفترة قصيرة أن الجامعة كانت تأخذ بعين الاعتبار منع الاجتماع وطُلِب من الرئيس واللجنة التنفيذية للنادي مقابلة ضابط إداري. قال لنا الإداري بأقوى المصطلحات أن الدعوة كانت محرجة للغاية لهارفارد وطَلب منّا سحب الدعوة لمصلحة الكلية. تمسكنا برأينا وقال لنا من المحتمل عدم حصولنا على وظائف في المستقبل إذا استمررنا في طريق عملنا هذا. كانت إدارة هارفارد تحاول فعل ما لا تفعله عادةً بصورة خاصة أو غير مباشرة وتُخمد بوقاحة أي حرية تعبير، وكانت هذه غاية ]جوزيف[ مكارثي بالضبط.
كان بيلا يتكلم اليابانية بطلاقة ويُلم باللغة الصينية والفرنسية والألمانية، ودرس لاحقًا العربية في جامعة مكغيل في مونتريال.
توفي بيلا في 30 يوليو 2013، في مستشفى في أوكلاند، كاليفورنيا، بسبب مضاعفاتٍ بعد جراحة قلبية. كان عمره 86 عامًا ولديه ابنتان هما جينيفر بيلا ماغواير وهالي بيلا-غوثر؛ وأخت هي هالي راينولدز؛ وخمسة أحفاد. تربى على الطائفة المشيخية، وتحول للإنجليكية.

## أعمال
كل أعماله تتمحور حول علم اجتماع الدين ومنها:
- الدين في توغوكاوا: قِيَم اليابان ما قبل الصناعية
- الدين والتقدم في آسيا المعاصرة
- ما بعد الإيمان: مقالات عن الدين في عالم ما بعد تقليدي
- إميل دوركهايم حول الأخلاق والمجتمع
- العهد المكسور: الدين المدني الأميركي في وقت المحاكمة
- الضمير الديني الجديد